# Фортеця Грамвуса
Фортеця Грамвуса — венеційська фортеця побудована вперіод з 1579 по 1584 роки у найвищій частині (137 м.) острова Грамвуса, розташованого поруч з грецьким островом Крит.

## Історія
Фортецю почали будувати для захисту від нападу османів в 1579 році за пропозицією Софіяноса Евдемоногіаніса і завершили в 1584 році. Укріплення збудовані за планами та під наглядом Латино Орсіні, який займався будівництвом венеційських укріплень на Криті і малих островах навколо нього, зокрема Фортеці Суда.
У 1588 році фортецю зруйнував вибух складу пороху, який вміщав 350 бочок пороху, у який попала блискавка. В той час фортеця мала 24 гармати, 3 398 ядра і 40 000 фунтів пороху, а водопостачання здійснювалось  з 2 колодязів і 5 цистерн для води. Фортецю відбудували лише у 1630 році і вона слугувала венеційцям навіть після захлоплення османами Криту в 1669 році.
В 1692 році фортеця була здана османам підкупленим венеційським воєначальником.
Під час Грецької революції фортеця була захоплена 15 критськими бійцями  2 серпня 1824 року  і стала резиденцією Революційного комітету Криту, який здійснював повстанську діяльність на Криті, проводячи нічні засідки на турецьку адміністрацію острова. В період з 1825 по 1828 роки острів і фортеця стали базою для 3 000 бійців, які  згодом стати піратами через облогу турків зі сторни Криту, відсутність продовольства, а острів став називатись «Піратським островом». Пірати побудувал наострові  школу для дітей, учателем в скій був єпископ Ардамері Ігнатіос, а також  та церкву. За накопичені від піратства кошти була куплений корабель Яковоса Томбазіса, названий "Перікл". Оскільки піратство суперечило інтересам європейських країн, кораблі яких, як і турецькі, зазнавали нападів, об'єднані сили англійців, французів та греків під проводом Хаціміхаліса Даліаніса, захопили острів. В 1830 році за сприяння першого Президента Греції Іоанна Каподистрія, який погодив операцію щодо знищення піратів, острів було повернуто туркам.

## Архітектура
Фортеця розташована на найвищій точці острова на краю скель. З північно-східної сторони сторони її захищають вертикальні скелі, а з інших сторін стіни з невеликими бастіонами, побудованих з вапняку. Вхід до фортеці, побудований з різьбленого пісковика, розташований через браму зі склепінчастим портиком у східній стороні, до якої зі сторони моря веде стежка.
На території форту збереглися дві цистерни для збирання дощової води, фундаменти казарми, штабу та інших будівель, церква Благовіщення (в османські часи - мечеть)  і склад пороху.